# 戈兰·沃拉雷维奇
戈兰·沃拉雷维奇（1977年4月2日—），克罗地亚男子水球运动员。他曾代表克罗地亚国家队参加2004年夏季奥林匹克运动会水球比赛，获得第10名。